# Герб Гімарайнша
Ге́рб Гімара́йнша — офіційний символ містечка Гімарайнш, Португалія. Використовується як територіальний герб. У золотому щиті Діва Марія, яка тримає на руках маленького Ісуса Христа. Вона одягнена у червоні шати і синій мафорій із золотим розписом. Обидва мають на головах золоті корони. Обабіч них перев'язані внизу червоною стрічкою зелені оливкові гілки з чорними плодами. У главі щита два старі португальські щитки із 13 безантами на кожному. Щит увінчує срібна мурована містечкова корона з чотирма вежами.  Під щитом біла стрічка, на якій великими літерами напис португальською: «Guimarães» (Гімарайнш).  Офіційно затверджений 9 березня 1985 року.  Діва Марія вважається покровителькою міста.

## Галерея

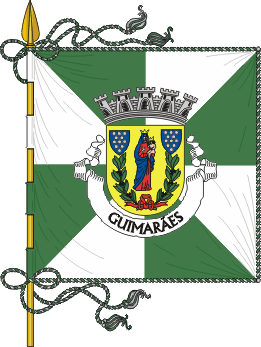
Прапор
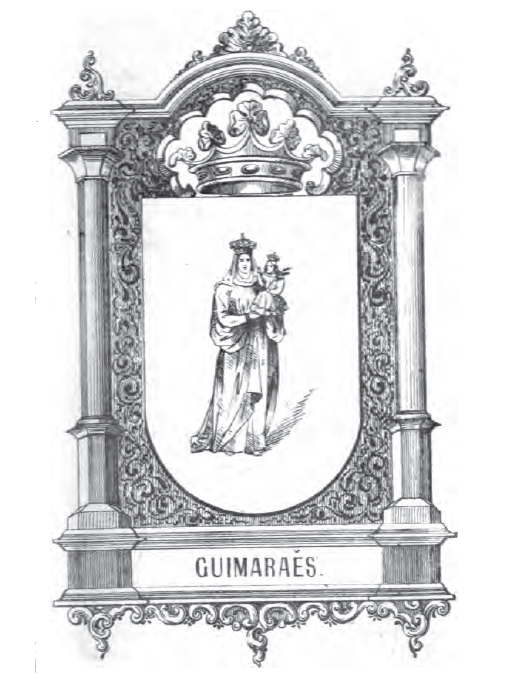
Герб (1860)
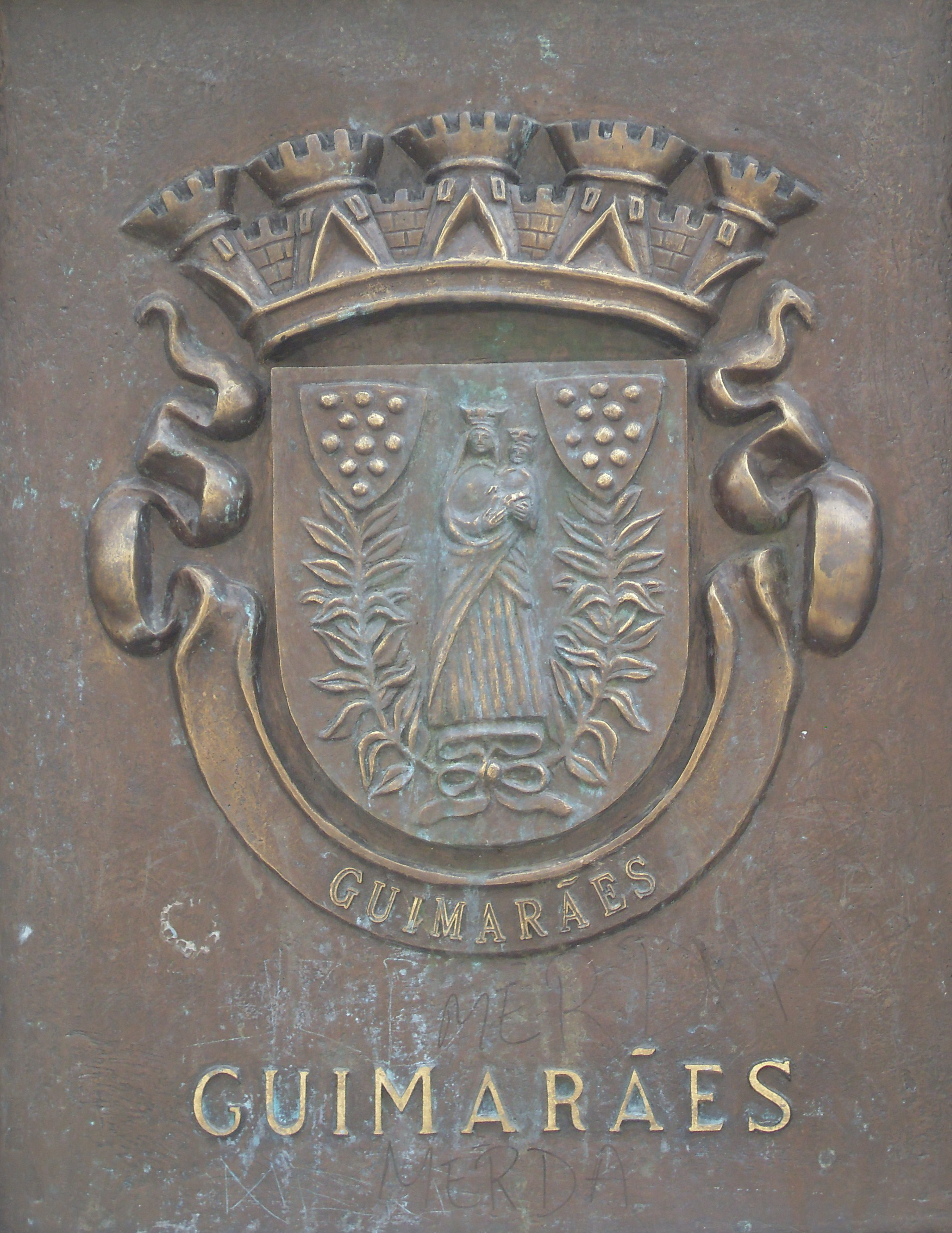
Герб (2001)